# Češka malonogometna reprezentacija
Češka malonogometna reprezentacija predstavlja Češku na FIFA ili UEFA međunarodnim natjecanjima u futsalu.

## Uspjesi
Češka malonogomoetna reprezentacija ostvarila je najveći uspjeh na Europskom malonogometnom prvenstvu održanom u Mađarskoj 2010. godine gdje je osvojila treće mjesto. 